# Фредіано з Лукки
Фредіано з Лукки (італ. Frediano di Lucca; народився на початку VI століття на території Ірландії, помер в 588 році в Луцці) — святий римо-католицької церкви, з 560 по 588 рр. був єпископом Лукки.
Базиліка Сан-Фредіано в Луцці присвячена святому Фредіано.